# Balilihan
Balilihan è una municipalità di quarta classe delle Filippine, situata nella Provincia di Bohol, nella Regione del Visayas Centrale.
Balilihan è formata da 31 baranggay:
- Baucan Norte
- Baucan Sur
- Boctol
- Boyog Norte
- Boyog Proper
- Boyog Sur
- Cabad
- Candasig
- Cantalid
- Cantomimbo
- Cogon
- Datag Norte
- Datag Sur
- Del Carmen Este (Pob.)
- Del Carmen Norte (Pob.)
- Del Carmen Sur (Pob.)

- Del Carmen Weste (Pob.)
- Del Rosario
- Dorol
- Haguilanan Grande
- Hanopol Este
- Hanopol Norte
- Hanopol Weste
- Magsija
- Maslog
- Sagasa
- Sal-ing
- San Isidro
- San Roque
- Santo Niño
- Tagustusan